# Franco Bartoloni
Franco Bartoloni (* 13. Juni 1914 in Rom; † 8. November 1956 ebenda) war ein italienischer Paläograph und Diplomatiker.
Bartoloni studierte an der Sapienza bei Vincenzo Federici und Pietro Fedele. Noch vor seiner Promotion konnte er unter der Leitung von Federici 1934 ein paläographisches Tafelwerk für akademische Übungszwecke veröffentlichen, während seine Abschlussarbeit 1936 über den stadtrömischen Senat und seine Kanzlei sich an den Forschungsgebieten Fedeles orientierte. Als Sieger zweier concorsi wurde Bartoloni 1937 an das Institut für Paläographie der römischen Universität abgeordnet und widmete sich der Edition römischer und beneventanischer Urkundenbestände. Am Zweiten Weltkrieg nahm er zunächst als Offizier und nach dem Waffenstillstand 1943 als Kommandant einer Partisaneneinheit im Gebiet von Rom teil.
1950 erhielt er den Lehrstuhl für Paläographie und Diplomatik in Messina, im November 1951 wechselte er nach Rom. Er reorganisierte die Scuola speciale per archivisti e bibliotecari der Sapienza (als deren Leiter seit November 1955) und konnte die Veröffentlichung des Bullettino dell’Archivio paleografico Italiano, der damals einzigen hilfswissenschaftlichen Fachzeitschrift in Italien, neu beleben.
Auf seinen Vorschlag geht der Plan eines Censimento der Papsturkundenoriginale von Innozenz III. 1198 bis Martin V. (ausschließlich) 1417 zurück, den er 1953 auf dem Kongress zum 70. Gründungstag des Istituto Storico Italiano per il Medioevo vorgetragen hat, der aber erst 1957 im Druck erscheinen konnte. Auch für die Inventarisierung datierter und datierbarer Handschriften konnte er auf dem 10. Internationalen Historikertag 1955 in Rom noch einen Programmentwurf vorlegen, der vom französischen CNRS realisiert wird. Die historiographische Verankerung hilfswissenschaftlicher Studien war ihm ein besonderes Anliegen, wobei er sich selbst vor allem als Diplomatiker einordnete. Das hinderte ihn nicht, wesentliche Beiträge zur Geschichte der präkarolingischen Schriften und zur Nomenklatur der Urkundenschriften vorzulegen.

## Veröffentlichungen (Auswahl)
- Esempi di scrittura latina dal secolo I a. C. al secolo XV. Roma 1934
- Codice diplomatico del Senato romano. Roma 1948 (Fonti per la storia d’Italia, 87)
- Le più antiche carte del monastero di S. Modesto di Benevento. Roma 1950
- Scritti, a cura di Vittorio De Donato e Alessandro Pratesi. (Collectanea 6) Spoleto 1995, Centro italiano di studi sull’alto medioevo  ISBN 88-7988-205-8.